# Aeonium goochiae
Aeonium goochiae is een zeldzame overblijvende plant uit de vetplantenfamilie (Crassulaceae). De plant is endemisch op het Canarische eiland La Palma.
In tegenstelling tot de meeste Aeonium-soorten verkiest A. goochiae beschaduwde groeiplaatsen.

## Naamgeving enetymologie
- Synoniemen: Sempervivum goochiae (Webb & Berthel.) Christ
- Spaans: Bejequillo Melero

De botanische naam Aeonium is afgeleid uit het Oudgriekse αἰώνιος, aiōnios (eeuwig), naar de overblijvende bladeren. De soortaanduiding goochiae is een eerbetoon van de auteur Webb aan zijn moeder, Hannah Gooch.

## Kenmerken
Aeonium goochiae is een overblijvende, kruidachtige plant tot kleine struik met tot 30 cm lange, sterk vertakte stengels. De bladeren staan op de top van de stengel in kleine bladrozetten, zijn ei- tot ruitvormig, licht- tot donkergroen, soms roodachtig aangelopen, viltig behaard aan beide zijden en aan de bladrand.
De bloeiwijze is een kleine tros met tien tot dertig bloemen, voorzien van schutbladen. De bloemen zijn wit tot lichtroze, tot 1,5 cm in diameter, met lancetvormige, aan de onderzijde en de randen behaarde kroonblaadjes. De stamper is helder rood.
De plant bloeit in midden van de lente.

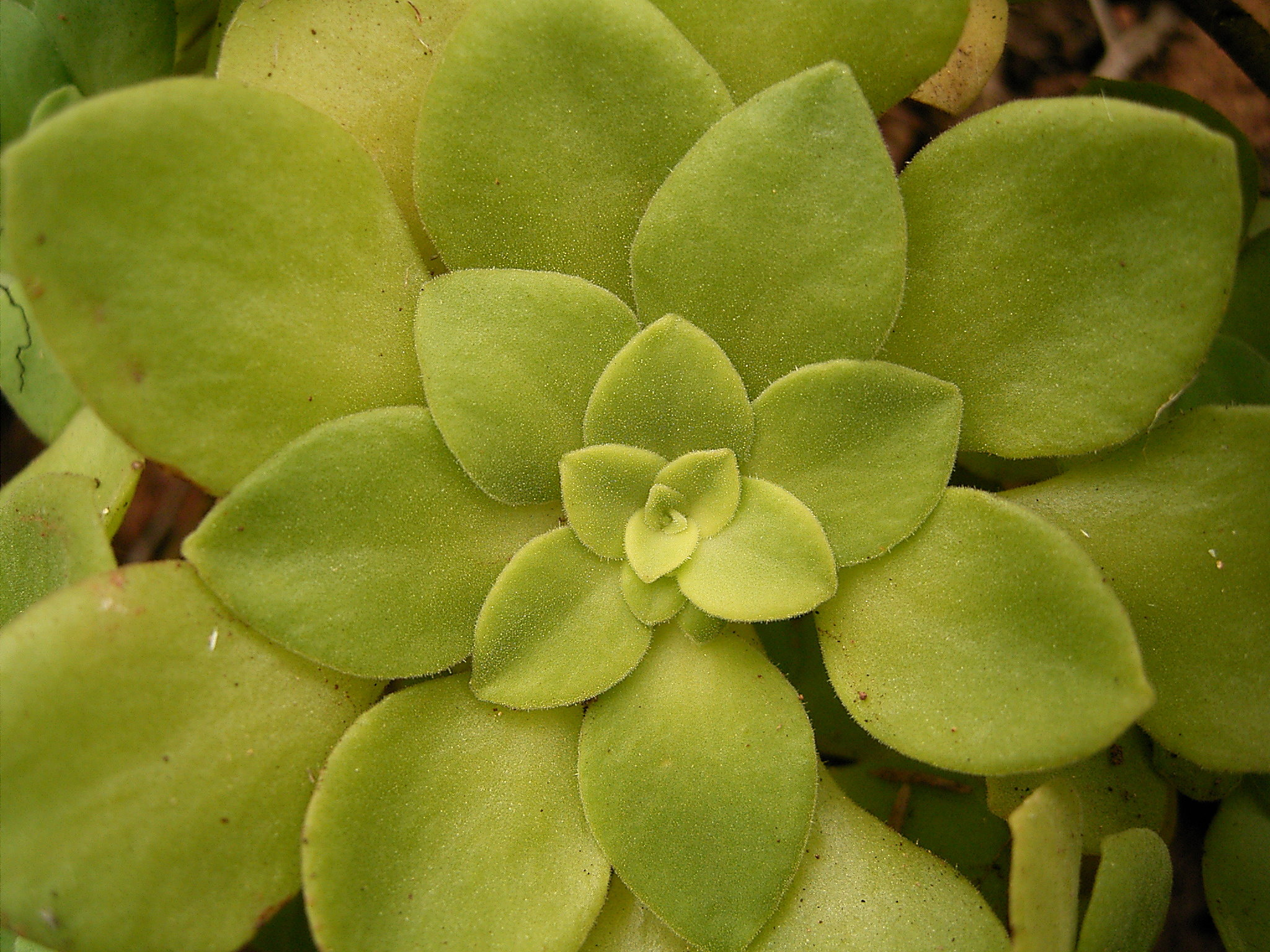
detail bladrozet

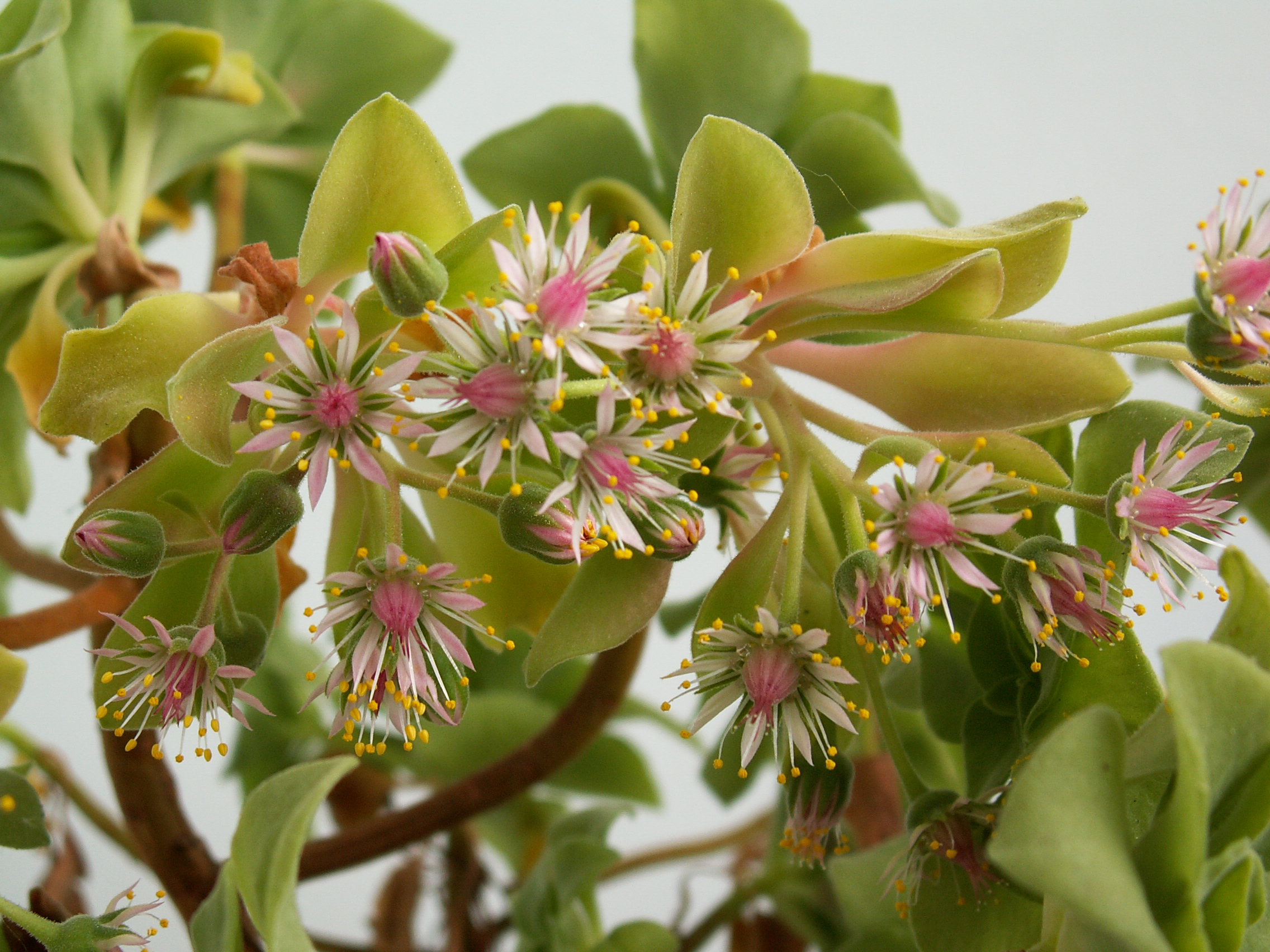
detail bloemen

## Habitaten verspreiding
Aeonium goochiae groeit in tegenstelling tot andere Aeonium-soorten bij voorkeur op beschaduwde plaatsen, op verweerde vulkanische bodem en tussen struikgewas en in bossen, van 100 tot 600 m hoogte.
De plant is endemisch op het westelijke Canarische eiland La Palma, en wordt sporadisch gevonden in het beboste noordoosten.
... · 
A. arboreum · 
A. canariense · 
A. davidbramwellii · 
A. glandulosum · 
A. glutinosum · 
A. goochiae · 
A. hierrense · 
A. nobile · 
A. sedifolium · 
A. spathulatum · 
...